# Marele Premiu al Ungariei din 2018
Marele Premiu al Ungariei din 2018 (cunoscut oficial ca Formula 1 Rolex Magyar Nagydíj 2018) a fost o cursă auto de Formula 1 ce s-a desfășurat pe 29 iulie 2018 pe Circuitul Hungaroring din Mogyoród, Ungaria. Cursa a fost cea de a douăsprezecea etapă a Campionatului Mondial de Formula 1 din 2018, fiind pentru a treizeci și treia oară când a avut loc această cursă în cadrul calendarului de Formula 1.

## Calificări
Calificările au avut loc pe 28 iulie 2018, începând cu ora locală 15:00 CEST (UTC+2), ora 16:00 EEST.
| Poz.                  | Nr. | Pilot             | Constructor               | Timpi calificări | Timpi calificări | Timpi calificări | Grila finală |
| Poz.                  | Nr. | Pilot             | Constructor               | Q1               | Q2               | Q3               | Grila finală |
| --------------------- | --- | ----------------- | ------------------------- | ---------------- | ---------------- | ---------------- | ------------ |
| 1                     | 44  | Lewis Hamilton    | Mercedes                  | 1:17,419         | 1:31,242         | 1:35,658         | 1            |
| 2                     | 77  | Valtteri Bottas   | Mercedes                  | 1:17,123         | 1:32,081         | 1:35,918         | 2            |
| 3                     | 7   | Kimi Räikkönen    | Ferrari                   | 1:17,526         | 1:32,762         | 1:36,186         | 3            |
| 4                     | 5   | Sebastian Vettel  | Ferrari                   | 1:16,666         | 1:28,636         | 1:36,210         | 4            |
| 5                     | 55  | Carlos Sainz Jr.  | Renault                   | 1:17,829         | 1:30,771         | 1:36,743         | 5            |
| 6                     | 10  | Pierre Gasly      | Scuderia Toro Rosso-Honda | 1:18,577         | 1:31,286         | 1:37,591         | 6            |
| 7                     | 33  | Max Verstappen    | Red Bull Racing-TAG Heuer | 1:16,940         | 1:31,178         | 1:38,032         | 7            |
| 8                     | 28  | Brendon Hartley   | Scuderia Toro Rosso-Honda | 1:18,429         | 1:32,590         | 1:38,128         | 8            |
| 9                     | 20  | Kevin Magnussen   | Haas-Ferrari              | 1:18,314         | 1:32,968         | 1:39,858         | 9            |
| 10                    | 8   | Romain Grosjean   | Haas-Ferrari              | 1:17,901         | 1:33,650         | 1:40,593         | 10           |
| 11                    | 14  | Fernando Alonso   | McLaren-Renault           | 1:18,208         | 1:35,214         |                  | 11           |
| 12                    | 3   | Daniel Ricciardo  | Red Bull Racing-TAG Heuer | 1:18,540         | 1:36,442         |                  | 12           |
| 13                    | 27  | Nico Hülkenberg   | Renault                   | 1:17,905         | 1:36,506         |                  | 13           |
| 14                    | 9   | Marcus Ericsson   | Sauber-Ferrari            | 1:18,641         | 1:37,075         |                  | 14           |
| 15                    | 18  | Lance Stroll      | Williams-Mercedes         | 1:18,560         | Fără timp        |                  | LB           |
| 16                    | 2   | Stoffel Vandoorne | McLaren-Renault           | 1:18,782         |                  |                  | 15           |
| 17                    | 16  | Charles Leclerc   | Sauber-Ferrari            | 1:18,817         |                  |                  | 16           |
| 18                    | 31  | Esteban Ocon      | Force India-Mercedes      | 1:19,142         |                  |                  | 17           |
| 19                    | 11  | Sergio Pérez      | Force India-Mercedes      | 1:19,200         |                  |                  | 18           |
| 20                    | 35  | Serghéi Sirótkin  | Williams-Mercedes         | 1:19,301         |                  |                  | 19           |
| Regula 107%: 1:22,032 |     |                   |                           |                  |                  |                  |              |
| Sursa:                |     |                   |                           |                  |                  |                  |              |

Note
- ^1 – Lance Stroll a pornit de pe linia boxelor după ce a schimbat partea din față.[2]

## Cursa
Cursa a avut loc pe 29 iulie 2018, începând cu ora locală 15:00 CEST (UTC+2), ora 16:00 EEST, și a durat 70 de tururi.
| Poz.   | Nr. | Pilot             | Constructor               | Tururi | Timp/Retras      | Grilă | Puncte |
| ------ | --- | ----------------- | ------------------------- | ------ | ---------------- | ----- | ------ |
| 1      | 44  | Lewis Hamilton    | Mercedes                  | 70     | 1:37:16,427      | 1     | 25     |
| 2      | 5   | Sebastian Vettel  | Ferrari                   | 70     | +17,123          | 4     | 18     |
| 3      | 7   | Kimi Räikkönen    | Ferrari                   | 70     | +20,101          | 3     | 15     |
| 4      | 3   | Daniel Ricciardo  | Red Bull Racing-TAG Heuer | 70     | +46,419          | 12    | 12     |
| 5      | 77  | Valtteri Bottas   | Mercedes                  | 70     | +1:00,000        | 2     | 10     |
| 6      | 10  | Pierre Gasly      | Scuderia Toro Rosso-Honda | 70     | +1:13,273        | 6     | 8      |
| 7      | 20  | Kevin Magnussen   | Haas-Ferrari              | 69     | +1 tur           | 9     | 6      |
| 8      | 14  | Fernando Alonso   | McLaren-Renault           | 69     | +1 tur           | 11    | 4      |
| 9      | 55  | Carlos Sainz Jr.  | Renault                   | 69     | +1 tur           | 5     | 2      |
| 10     | 8   | Romain Grosjean   | Haas-Ferrari              | 69     | +1 tur           | 10    | 1      |
| 11     | 28  | Brendon Hartley   | Scuderia Toro Rosso-Honda | 69     | +1 tur           | 8     |        |
| 12     | 27  | Nico Hülkenberg   | Renault                   | 69     | +1 tur           | 13    |        |
| 13     | 31  | Esteban Ocon      | Force India-Mercedes      | 69     | +1 tur           | 17    |        |
| 14     | 11  | Sergio Pérez      | Force India-Mercedes      | 69     | +1 tur           | 18    |        |
| 15     | 9   | Marcus Ericsson   | Sauber-Ferrari            | 68     | +2 tururi        | 14    |        |
| 16     | 35  | Serghéi Sirótkin  | Williams-Mercedes         | 68     | +2 tururi        | 19    |        |
| 17     | 18  | Lance Stroll      | Williams-Mercedes         | 68     | +2 tururi        | LB    |        |
| Ab     | 2   | Stoffel Vandoorne | McLaren-Renault           | 49     | Cutia de viteze  | 15    |        |
| Ab     | 33  | Max Verstappen    | Red Bull Racing-TAG Heuer | 5      | Pierdere energie | 7     |        |
| Ab     | 16  | Charles Leclerc   | Sauber-Ferrari            | 0      | Suspensie        | 16    |        |
| Sursa: |     |                   |                           |        |                  |       |        |

Note
- ^1 – Valtteri Bottas a primit o penalizare de 10 secunde pentru cauzarea unei coliziuni cu Daniel Ricciardo.

## Clasamentele campionatelor după cursă
|  | Poz. | Pilot            | Puncte |
|  | ---- | ---------------- | ------ |
|  | 1    | Lewis Hamilton   | 213    |
|  | 2    | Sebastian Vettel | 189    |
|  | 3    | Kimi Räikkönen   | 146    |
|  | 4    | Valtteri Bottas  | 132    |
|  | 5    | Daniel Ricciardo | 118    |

|   | Poz. | Constructor               | Puncte |
| - | ---- | ------------------------- | ------ |
|   | 1    | Mercedes                  | 345    |
|   | 2    | Ferrari                   | 335    |
|   | 3    | Red Bull Racing-TAG Heuer | 223    |
|   | 4    | Renault                   | 82     |
| 1 | 5    | Haas-Ferrari              | 66     |